# Стратейчук, Илья Ильич
Илья Ильич Стратейчук (1915—1995) — командир батальона 836-го стрелкового полка 240-й стрелковой дивизии 38-й армии Воронежского фронта, майор. Герой Советского Союза.

## Биография
Родился 15 мая 1915 года в селе Ольгополь ныне Чечельницкого района Винницкой области в семье крестьянина. Украинец. Окончил 5 классов. Работал бригадиром в колхозе.
В Красную Армию призван в 1937 году Ольгопольским райвоенкоматом Винницкой области. В 1942 году окончил курсы младших лейтенантов. Участник Великой Отечественной войны с февраля 1942 года. Член ВКП(б)/КПСС с 1943 года.
С февраля 1942 по январь 1943 года воевал на Брянском фронте. С 15 по 22 февраля участвовал в боях под хутором Красный, с 26 по 30 апреля — под городом Мценск, с 15 сентября по 5 октября — в районе хутора Мокрый и деревни Гнездилово.
Будучи командиром роты в боях под селом Ольховатка 15-17 сентября 1942 года лейтенант Стратейчук умело и своевременно подготовил крупный удар противнику, в результате которого он понёс большие потери — до 100 человек. В боях за рощу южнее Гнездилово 17 сентября лично принял на себя командование и повёл батальон в решительный кровопролитный бой. Самая крупная контратака противника, которая угрожала всем нашим подразделениям быть разбитыми на голову, была отбита. В этом бою противник потерял убитыми не менее 200 человек. За эти бои лейтенант И. И. Стратейчук был награждён орденом Красного Знамени.
С января 1943 года воевал на Воронежском фронте. 25 января 1943 года командир 3-го стрелкового батальона капитан Стратейчук умело организовал прорыв вражеской обороны. Было уничтожено более 250 немецких солдат и офицеров. Обратив немцев в бегство, сумел захватить много оружия, а также одну пушку.
При наступлении на город Тим Курской области 6-7 февраля 1943 года батальон Стратейчука действовал смело и решительно. Сломив сопротивление противника, первым ворвался на северо-западную окраину города, уничтожив при этом более 450 немецких солдат и офицеров, и захватил трофеи: 8 автомашин, 5 пушек, 2 тягача и один склад с продовольствием. Батальон полностью очистил город Тим от врага.
При выполнении особого задания по уничтожению группировки вражеских солдат и офицеров в селе Погожее Тимского района Курской области 10 февраля 1943 года проявил бесстрашие и умение командования батальоном. Умелым манёвром деревня Погожее была окружена батальном. При этом было уничтожено более 350 немецких солдат и офицеров, захвачено в плен 120 немцев, а также 2 пушки, которые были обращены в сторону врага. При преследовании отступающего противника капитан Стратейчук одной ротой оказался отрезанным от своего батальона. Умелым манёвром и правильным решением вырвался из окружения, уничтожив более 75 немцев. 11 февраля Стратейчук был ранен.
За эти бои был представлен к ордену Ленина, однако в высшей инстанции представление было пересмотрено, и капитан И. И. Стратейчук был награждён орденом Александра Невского.
Особо отличился в боях при форсировании Днепра и удержании плацдарма на его правом берегу. Командир батальона 836-го стрелкового полка майор И. И. Стратейчук со своим батальоном под сильным артиллерийским и миномётным огнём противника 27 сентября 1943 года форсировал реку Днепр с малыми потерями личного состава, отбросил противника и прочно закрепился на правом берегу. Развивая наступление, особенно отважно и смело действовал при захвате села Лютеж Вышгородского района Киевской области. В 23.00 6 октября 1943 года батальон майора Стратейчука, наступая с востока в направлении церкви, бесшумно сняв боевое охранение противника, без поддержки артиллерии ворвался в центр села, окружил и уничтожил немецкий гарнизон до 200 человек. Этим самым способствовал взятию села другими подразделениями. Выйдя на южную окраину села Лютеж, подразделение закрепилось, отбивая яростные контратаки немцев. За два дня боёв отразило 8 контратак противника, прочно удерживая занимаемый рубеж.
Указом Президиума Верховного Совета СССР от 29 октября 1943 года за образцовое выполнение боевых заданий командования на фронте борьбы с немецко-фашистскими захватчиками и проявленные при этом мужество и героизм, майору Стратейчуку Илье Ильичу присвоено звание Героя Советского Союза с вручением ордена Ленина и медали «Золотая Звезда».
С 1946 года майор И. И. Стратейчук — в запасе. Работал в городе Казань директором заготсбытбазы. Затем жил в городе Ромны Сумской области. Умер 15 января 1995 года. Похоронен на Центральном кладбище в Ромнах.
Награждён орденами Ленина, Красного Знамени, Александра Невского, 2 орденами Отечественной войны 1-й степени, медалями. В городе Ромны на Аллее Героев установлен памятный стенд И. И. Стратейчука.